# Phaeolepiota
Phaeolepiota is een monotypisch geslacht van schimmels in de orde Agaricales. Het geslacht bevat alleen Phaeolepiota aurea. Volgens de Mycobank behoort dit geslacht in de familie Agaricaceae, maar volgens Index Fungorum is de familie nog onzeker (Incertae sedis).